# Orphnephilina demandana
Orphnephilina demandana är en tvåvingeart som beskrevs av Vaillant och Gilles Vincon 1988. Orphnephilina demandana ingår i släktet Orphnephilina och familjen mätarmyggor.
Artens utbredningsområde är Spanien. Inga underarter finns listade i Catalogue of Life.